# 大橋 (目黒区)
大橋（おおはし）は、東京都目黒区北部の地名である。現行行政地名は大橋一丁目および二丁目。住居表示実施済み区域である。

## 地理
北は駒場、東は青葉台、南は東山（以上目黒区）、西は世田谷区池尻に接する。
地形的には、武蔵野台地と大橋（橋梁）のある低地部にまたがり、南向きの傾斜地が多くを占める。学校、各種官公庁関係施設等が比較的多い。

### 地価
住宅地の地価は、2025年（令和7年）1月1日の公示地価によれば、大橋2-7-10の地点で113万円/m2となっている。

## 歴史
地名は、目黒川に架かる大橋に因んでいる。古くは荏原郡上目黒村の駒場の一部などであった。住居表示実施に際して、当初は青葉台四・六丁目等の新町名案もあったが、住民の要望により、大橋が正式な地名となった。

### 住居表示実施前後の町名の変遷
| 実施後     | 実施年月日   | 実施前（各町名ともその一部） |
| ---------- | ------------ | ---------------------------- |
| 大橋一丁目 | 1969年1月1日 | 上目黒7・8                   |
| 大橋二丁目 | 1969年1月1日 | 上目黒7・8                   |

## 世帯数と人口
2025年（令和7年）3月1日現在（目黒区発表）の世帯数と人口は以下の通りである。
| 丁目       | 世帯数    | 人口    |
| ---------- | --------- | ------- |
| 大橋一丁目 | 1,778世帯 | 2,660人 |
| 大橋二丁目 | 2,613世帯 | 4,343人 |
| 計         | 4,391世帯 | 7,003人 |

### 人口の変遷
国勢調査による人口の推移。
| 年                 | 人口  |
| ------------------ | ----- |
| 1995年（平成7年）  | 4,919 |
| 2000年（平成12年） | 5,984 |
| 2005年（平成17年） | 6,134 |
| 2010年（平成22年） | 5,762 |
| 2015年（平成27年） | 7,301 |
| 2020年（令和2年）  | 7,383 |

### 世帯数の変遷
国勢調査による世帯数の推移。
| 年                 | 世帯数 |
| ------------------ | ------ |
| 1995年（平成7年）  | 2,531  |
| 2000年（平成12年） | 3,188  |
| 2005年（平成17年） | 3,191  |
| 2010年（平成22年） | 3,139  |
| 2015年（平成27年） | 3,853  |
| 2020年（令和2年）  | 4,089  |

## 学区
区立小・中学校に通う場合、学区は以下の通りとなる（2025年4月現在）。
| 丁目       | 番地             | 小学校             | 中学校             |
| ---------- | ---------------- | ------------------ | ------------------ |
| 大橋一丁目 | 全域             | 目黒区立菅刈小学校 | 目黒区立第一中学校 |
| 大橋二丁目 | 1〜16番 22〜23番 | 目黒区立菅刈小学校 | 目黒区立第一中学校 |
| 大橋二丁目 | 24番             | 目黒区立東山小学校 | 目黒区立東山中学校 |
| 大橋二丁目 | 17〜21番         | 目黒区立駒場小学校 | 目黒区立第一中学校 |

## 交通

### 鉄道
- 東急田園都市線池尻大橋駅 - （世田谷区池尻に所在）
  - かつては東急玉川線（玉電）が玉川通りを走り、大橋電停があった。また、大橋車庫もあったが1969年に廃線となり、車庫は東急バス大橋営業所に転用された（後述）。

### 道路
- 国道246号（玉川通り）
- 都道317号（山手通り）
- 首都高速3号渋谷線・首都高速中央環状線
  - 首都高速大橋ジャンクション

### バス（大橋バス停）
- 東急バス - 渋谷駅を拠点に玉川通りおよび大橋交差点から南下し山手通り方向に運行。国道246号方向は二子玉川駅・上町駅・用賀駅・祖師ヶ谷大蔵駅・成城学園前駅・田園調布駅・大井町駅方面など便多数。
  - 目黒（区内目黒本町に所在）・淡島・弦巻・瀬田・高津の各営業所が担当。
  - 首都高速大橋ジャンクションの敷地はかつて東急バス本社・大橋営業所の所在地であった。ジャンクション建設に伴い大橋営業所は廃止、本社は東山三丁目に移転。
- 小田急バス - 国道246号（玉川通り）沿いに運行。渋谷駅から成城学園前駅・調布駅方面。狛江営業所が担当。
- 小田急ハイウェイバス - 池尻大橋停留所から御殿場駅・箱根方面への高速バスも運行。

### バス（池尻大橋駅バス停）
- 渋谷駅方面のみ運行

## 事業所
2021年（令和3年）現在の経済センサス調査による事業所数と従業員数は以下の通りである。
| 丁目       | 事業所数  | 従業員数 |
| ---------- | --------- | -------- |
| 大橋一丁目 | 89事業所  | 1,276人  |
| 大橋二丁目 | 143事業所 | 3,984人  |
| 計         | 232事業所 | 5,260人  |

### 事業者数の変遷
経済センサスによる事業所数の推移。
| 年                 | 事業者数 |
| ------------------ | -------- |
| 2016年（平成28年） | 156      |
| 2021年（令和3年）  | 232      |

### 従業員数の変遷
経済センサスによる従業員数の推移。
| 年                 | 従業員数 |
| ------------------ | -------- |
| 2016年（平成28年） | 4,762    |
| 2021年（令和3年）  | 5,260    |

## 施設
- 氷川神社（旧上目黒村の総鎮守。上目黒村石川組の鎮守。富士塚の一つである目黒富士）
- クロスエアタワー
  - 目黒区立大橋図書館
  - 目黒区北部地区サービス事務所
- プリズムタワー
- 目黒天空庭園
- 東京都立駒場高等学校
- 目黒区立第一中学校
- 東邦大学医療センター大橋病院
- 音楽学校メーザー・ハウス（2020年3月31日開校）

## その他

### 日本郵便
- 郵便番号 : 153-0044[3]（集配局 : 目黒郵便局[15]）。